# Ensemble pour le futur
Ensemble pour le futur (en italien, Insieme per il futuro, IpF) est un ancien groupe parlementaire italien fondé le 21 juin 2022 à la Chambre des députés et nommé Ensemble pour le futur - Centre démocratique (IpF-CD) au Sénat de la République. Le groupe est né d'une scission du Mouvement 5 étoiles à l'initiative de Luigi Di Maio, en raison de désaccords avec Giuseppe Conte.
L'IpF comptait 53 députés, 11 sénateurs, 2 eurodéputés, plusieurs conseillers régionaux, maires et conseillers locaux. Tous ces parlementaires ont été élus pour le Mouvement 5 étoiles (M5S) lors des élections générales italiennes de 2018, mais ont quitté le parti en juin 2022.

## Historique

### Groupe parlementaire
Au cours de l'année 2022, les tensions se sont accrues au sein du M5S entre le président actuel Giuseppe Conte et son prédécesseur Luigi Di Maio. Les deux dirigeants se sont notamment affrontés à propos des politiques menées par le gouvernement de Mario Draghi, et lors de l'élection présidentielle de 2022, au cours de laquelle Conte a soutenu, avec Matteo Salvini, la candidature d'Elisabetta Belloni, et a rencontré l'opposition de Di Maio.
En juin 2022, Giuseppe Conte est critique à l'égard de l'attitude du gouvernement face à l'invasion de l'Ukraine par la Russie en 2022, notamment sur le déploiement d'aides militaires à l'Ukraine, et rencontrant l'opposition de  Luigi Di Maio, défendant l'aide militaire. Di Maio a qualifié la direction du parti d'« immature » et de faible sur l'atlantisme, tandis que Conte et ses alliés ont menacé d'éjecter Di Maio du M5S.
Le groupe est officiellement constitué le 21 juin 2022 à la Chambre des députés, et composé de 51 députés, tous décidant une scission avec le Mouvement 5 étoiles. Lors d'une conférence de presse, Di Maio déclare : « Nous devions choisir de quel côté de l'histoire nous tenir. Les dirigeants du Mouvement cinq étoiles risquaient d'affaiblir l'Italie, mettant le gouvernement en danger pour des raisons liées à leur propre crise de consensus. Je remercie le Mouvement pour ce qu'il a fait pour moi, mais à partir d'aujourd'hui un nouveau chemin commence ».
Le lendemain, 10 sénateurs rejoignent l'initiative de Luigi Di Maio, ces sénateurs siégeaient auparavant en tant que non-inscrits du groupe mixte, et forment un groupe commun avec le Centre démocrate. 
Les deux eurodéputés Chiara Maria Gemma et Daniela Rondinelli rejoignent la scission, et d'autres personnalités politiques du M5S et membres du gouvernement Draghi également, comme Manlio Di Stefano, Laura Castelli (it), Anna Macina, Dalila Nesci, Pierpaolo Sileri (it), le questeur de la Chambre des députés Francesco D'Uva et l'ancien ministre Vincenzo Spadafora.
En juillet 2022, plusieurs parlementaires décident de rejoindre la scission, notamment Emilio Carelli (it) le 12 juillet, Francesco Berti (it) le 13 juillet, et enfin Cinzia Leone (it) le 14 juillet.

### Élections de 2022 et évolution en alliance politique
Le 1er août 2022, en vue des élections générales, le groupe parlementaire d'Ensemble pour le futur et le Centre démocrate annonce la création de la coalition électorale Engagement civique.   
Initialement, le Parti républicain italien rejoint l'alliance mais le parti se retiré le 8 août pour s'allier à Italia Viva (IV),.
Les micro-partis comme l'Agenda civique national (ACN) et la Proposition socialiste démocratique innovante (PSDI) décident de rejoindre l'alliance électorale le 11 et 14 août,.

## Organisation

### Président
| Nom | Nom | Nom           | Circonscription |
| --- | --- | ------------- | --------------- |
|     |     | Luigi Di Maio | 1re de Campanie |

### Président de groupe

#### Chambre des députés
| Nom | Nom | Nom               | Circonscription |
| --- | --- | ----------------- | --------------- |
|     |     | Iolanda Di Stasio | 1re de Campanie |

### Sénat de la République
| Nom | Nom | Nom                  | Circonscription  |
| --- | --- | -------------------- | ---------------- |
|     |     | Primo Di Nicola (it) | 1re des Abruzzes |

## Composition

### Chambre des députés

#### XVIIIelégislature
En juillet 2022, le groupe parlementaire à la Chambre des députés est composé de 53 députés.
| Nom | Nom | Nom                       | Circonscription  |
| --- | --- | ------------------------- | ---------------- |
|     |     | Cosimo Adelizzi (it)      | 2e de Campanie   |
|     |     | Roberta Alaimo            | 1re de Sicile    |
|     |     | Alessandro Amitrano (it)  | 1re de Campanie  |
|     |     | Giovanni Luca Aresta (it) | 12e des Pouilles |
|     |     | Lucia Azzolina            | 2e de Piémont    |
|     |     | Sergio Battelli           | Ligurie          |
|     |     | Francesco Berti (it)      | Toscane          |
|     |     | Luciano Cadeddu (it)      | 2e de Sardaigne  |
|     |     | Emilio Carelli (it)       | 9e de Latium     |
|     |     | Vittoria Casa             | 5e de Sicile     |
|     |     | Andrea Caso (it)          | 9e de Campanie   |
|     |     | Gianpaolo Cassese (it)    | 11e des Pouilles |
|     |     | Laura Castelli (it)       | 1re de Piémont   |
|     |     | Luciano Cillis (it)       | Basilicate       |
|     |     | Federica Daga (it)        | 1re de Latium    |
|     |     | Paola Deiana              | 2e de Sardaigne  |
|     |     | Daniele Del Grosso (it)   | 4e des Abruzzes  |
|     |     | Margherita Del Sesto (it) | 2e de Campanie   |
|     |     | Luigi Di Maio             | 1re de Campanie  |
|     |     | Gianfranco Di Sarno (it)  | 10e de Campanie  |
|     |     | Iolanda Di Stasio         | 1re de Campanie  |
|     |     | Manlio Di Stefano         | 1re de Lombardie |
|     |     | Giuseppe d'Ippolito (it)  | 4e de Calabre    |
|     |     | Francesco D'Uva           | 2e de Sicile     |
|     |     | Mattia Fantinati (it)     | 2e de Vénétie    |
|     |     | Marialuisa Faro (it)      | 4e des Pouilles  |
|     |     | Luca Frusone              | 2e de Latium     |
|     |     | Chiara Gagnarli           | Toscane          |
|     |     | Filippo Gallinella        | Ombrie           |
|     |     | Andrea Giarrizzo (it)     | 2e de Sicile     |
|     |     | Conny Giordano            | 1re de Campanie  |
|     |     | Marta Grande              | 2e de Latium     |
|     |     | Nicola Grimaldi (it)      | 2e de Campanie   |
|     |     | Luigi Iovino (it)         | 1re de Campanie  |
|     |     | Marianna Iorio            | 2e de Campanie   |
|     |     | Giuseppe L'Abbate         | Pouilles         |
|     |     | Caterina Licatini (it)    | 1re de Sicile    |
|     |     | Antonio Lombardo (it)     | 1re de Sicile    |
|     |     | Anna Macina               | Pouilles         |
|     |     | Pasquale Maglione (it)    | 1re de Campanie  |
|     |     | Alberto Manca (it)        | 2e de Sardaigne  |
|     |     | Generoso Maraia (it)      | 2e de Campanie   |
|     |     | Dalila Nesci              | Calabre          |
|     |     | Maria Pallini             | 2e de Campanie   |
|     |     | Gianluca Rizzo            | 2e de Sicile     |
|     |     | Carla Ruocco (it)         | 1re de Latium    |
|     |     | Emanuele Scagliusi        | Pouilles         |
|     |     | Davide Serritella (it)    | 1re de Piémont   |
|     |     | Vincenzo Spadafora        | 1re de Campanie  |
|     |     | Patrizia Terzoni (it)     | 4e des Marches   |
|     |     | Gianluca Vacca (it)       | Abruzzes         |
|     |     | Gianluca Vacca (it)       | Ligurie          |
|     |     | Stefano Vignaroli         | 1re de Latium    |

### Sénat de la République

#### XVIIIelégislature
Au Sénat, le groupe se nomme Ensemble pour le futur - Centre démocratique (IpF-CD), il est composé de 11 sénateurs.
| Nom | Nom | Nom                       | Circonscription  |
| --- | --- | ------------------------- | ---------------- |
|     |     | Antonella Campagna (it)   | Sicile           |
|     |     | Primo Di Nicola (it)      | 1re des Abruzzes |
|     |     | Daniela Donno (it)        | Pouilles         |
|     |     | Cinzia Leone (it)         | Sicile           |
|     |     | Raffaele Mautone (it)     | 6e de Campanie   |
|     |     | Simona Nocerino (it)      | Lombardie        |
|     |     | Vincenzo Presutto (it)    | Campanie         |
|     |     | Loredana Russo (it)       | Sicile           |
|     |     | Pierpaolo Sileri (it)     | Latium           |
|     |     | Fabrizio Trentacoste (it) | Sicile           |
|     |     | Sergio Vaccaro (it)       | Campanie         |

### Parlement européen
Au Parlement européen, deux parlementaires ont rejoint la scission de Di Maio.
| Nom | Nom | Nom                | Circonscription    |
| --- | --- | ------------------ | ------------------ |
|     |     | Chiara Maria Gemme | Italie méridionale |
|     |     | Daniela Rondinelli | Italie centrale    |